# Керсна, Лийна
Лийна Керсна (эст. Liina Kersna, в девичестве — Лепик, эст. Lepik, род. 3 апреля 1980, Таллин, Эстония) — эстонская радиоведущая и специалист по связям с общественностью, политический и государственный деятель. Член парламента Эстонии с 18 июля 2022 года. Член Партии реформ Эстонии. В прошлом — министр образования и науки (2021—2022), член парламента Эстонии (2015—2021).

## Биография
Родилась 3 апреля 1980 года в Таллине.
Окончила в 2005 году Тартуский университет по специальности журналистика и связи с общественностью, в 2018 году — магистратуру того же университета по административному управлению.
В 1998—2002 годах — ведущая передач и редактор на Эстонском радио, в 2002—2004 годах — руководитель по связям с общественностью Союза студенческих корпораций (EÜL).
В 2004—2007 годах — главный специалист в отделе по связям с общественностью Министерства сельского хозяйства, позднее заместитель руководителя и руководитель, в 2007—2013 годах — советник по СМИ в коммуникационном бюро правительства, позднее заместитель руководителя бюро и директор правительственной коммуникации, в 2013—2015 годах — советник премьер-министра и руководитель бюро премьер-министра.
В 2015 году вступила в Партию реформ. По результатам парламентских выборов 2015 года избрана членом Рийгикогу XIII созыва, на выборах 2019 года переизбрана членом Рийгикогу XIV созыва.
С 26 января 2021 года по 18 июля 2022 года — министр образования и науки в первом правительстве Каи Каллас. После отставки с поста министра вернулась в парламент Эстонии.

## Личная жизнь
Замужем за журналистом и телеведущим Вахуром Керсна, у неё сын.